# Батлер (Нью-Джерсі)
Батлер (англ. Butler) — місто (англ. borough) в США, в окрузі Морріс штату Нью-Джерсі. Населення — 8047 осіб (2020).

## Географія
Батлер розташований за координатами 40°59′53″ пн. ш. 74°20′56″ зх. д. / 40.99806° пн. ш. 74.34889° зх. д. (40.998059, -74.348758).  За даними Бюро перепису населення США в 2010 році місто мало площу 5,41 км², з яких 5,27 км² — суходіл та 0,14 км² — водойми.

## Демографія
Згідно з переписом 2010 року, у селищі мешкало 7539 осіб у 3031 домогосподарстві у складі 1975 родин. Було 3169 помешкань
Расовий склад населення:
| - 89,0 % — білих - 3,0 % — азіатів - 1,1 % — чорних або афроамериканців - 0,2 % — корінних американців - 4,9 % — осіб інших рас |

До двох чи більше рас належало 1,8 %. Частка іспаномовних становила 11,4 % від усіх жителів.
За віковим діапазоном населення розподілялося таким чином: 20,7 % — особи молодші 18 років, 66,1 % — особи у віці 18—64 років, 13,2 % — особи у віці 65 років та старші. Медіана віку мешканця становила 40,2 року. На 100 осіб жіночої статі у селищі припадало 100,7 чоловіків;  на 100 жінок у віці від 18 років та старших — 99,6 чоловіків також старших 18 років.
Середній дохід на одне домашнє господарство  становив 100 083 долари США (медіана — 92 377), а середній дохід на одну сім'ю — 115 469 доларів (медіана — 106 875). Медіана доходів становила 66 418 доларів для чоловіків та 52 098 доларів для жінок. За межею бідності перебувало 4,3 % осіб, у тому числі 0,6 % дітей у віці до 18 років та 4,0 % осіб у віці 65 років та старших.
Цивільне працевлаштоване населення становило 4528 осіб. Основні галузі зайнятості: освіта, охорона здоров'я та соціальна допомога — 21,7 %, науковці, спеціалісти, менеджери — 13,6 %, виробництво — 11,8 %, роздрібна торгівля — 11,2 %.